# David Bronštejn
David Ionovič Bronštejn (rusko Дави́д Ио́нович Бронште́йн), ukrajinski šahist, * 19. februar 1924, Bila Cerkva, Ukrajina, † 5. december 2006, Minsk, Belorusija.
Bronštejn je bil vrhunski šahovski velemojster in šahovski pisec. Leta 1951 je v dvoboju za svetovnega šahovskega prvaka igral z Botvinikom. Dobil je pet partij in jih pet izgubil ob 14 remijih, s tem pa je Botvinik obdržal naslov.